# Simacota
Simacota là một khu tự quản thuộc tỉnh Santander, Colombia. Thủ phủ của khu tự quản Simacota đóng tại Simacota Khu tự quản Simacota có diện tích 1413 ki lô mét vuông. Đến thời điểm ngày 28 tháng 5 năm 2005, khu tự quản Simacota có dân số 8731 người.